# Бабко Василь Якимович
Василь Якимович Бабко (січень 1894, село Соснівка Чернігівської губернії, тепер Корюківського району Чернігівської області — квітень 1975, місто Київ) — український радянський діяч.

## Життєпис
Трудову діяльність розпочав у 1907 році робітником на шахтах Донбасу. Брав участь у революційній роботі.
Член РСДРП(б) з квітня 1917 року.
З квітня 1917 року організовував сільські більшовицькі осередки в Конотопському повіті Чернігівської губернії, брав участь у формуванні загонів Червоної гвардії. З серпня 1917 до квітня 1918 року був червоногвардійцем та начальником загону Червоної гвардії. Під час перебування в Україні німецьких військ у 1918 році перебував на підпільній більшовицькій роботі на території Чернігівської губернії, був інструктором політичного відділу 1-ї дивізії Української повстанської армії.
У 1919 році — заступник секретаря Конотопського повітового комітету КП(б)У Чернігівської губернії.
У 1919—1920 роках — в Червоній армії: комісар 3-го стрілецького полку 14-ї армії, учасник боротьби з військами УНР.
У 1920-х роках — голова Конотопського повітового комітету КП(б)У Чернігівської губернії.
З 1923 року — завідувач організаційного відділу та заступник секретаря Чернігівського окружного комітету КП(б)У Чернігівської губернії.
Потім працював у Полтавському окружному комітеті КП(б)У, був на відповідальній роботі в Подільській губернії.
На 1926 рік — голова Кам'янецької (Кам'янець-Подільської) окружної ради професійних спілок.
З 1928 року — секретар Жовтневого районного комітету КП(б)У міста Києва. Потім працював інструктором ЦК КП(б)У.
У лютому 1932 — 1933 року — голова Київської обласної ради професійних спілок.
У 1933 році — секретар Київського міського комітету КП(б)У, секретар Київського обласного комітету КП(б)У. 
На 1934—1935 роки — начальник політичного відділу Запорізького відділення експлуатації Катерининської залізниці.
Освіта незакінчена вища.
Брав участь у німецько-радянській війні. З 1944 року — на господарській роботі.
У 1950-х — 1960-х роках — начальник управління державної торгової інспекції Міністерства торгівлі Української РСР.
Потім — персональний пенсіонер союзного значення, заступник голови ради старих більшовиків Ленінського району міста Києва.
Автор книг-спогадів «В годы подполья» (Київ, 1950), «Из истории рабочего движения в Конотопе (1903—1920 гг.)» (Київ, 1950). Батько Юрія Васильовича Бабка.
Помер після важкої хвороби в середині квітня 1975 року в Києві.

## Нагороди
- орден Леніна
- медалі
- Почесна грамота Президії Верховної Ради Української РСР (17.03.1964)